# نخست‌وزیر ویتنام
نخست‌وزیر ویتنام (ویتنامی: Thủ tướng Việt Nam) به‌طور رسمی، نخست‌وزیر دولت جمهوری سوسیالیستی ویتنام است که ریاست جلسات دولت ویتنام و دولت مرکزی را بر عهده دارد.

## وظایف
اکنون نخست‌وزیر ریاست شورای دولتی را که قبلاً (شورای وزیران بود) برعهده دارد. نخست‌وزیر کار اعضای دولت را هدایت می‌کند و ممکن است پیشنهاد کند که معاون نخست‌وزیر ویتنام، معاون اول نخست‌وزیریا مجلس ملی ویتنام بشود. رئیس دولت مسئول مجلس ملی است و به عنوان معاون رئیس شورای دفاع و امنیت ملی (ویتنام) برای دفاع و امنیت عمل می‌کند. علاوه بر آن، نخست‌وزیر رئیس شورای آموزش ملی و عضو کمیته مرکزی ارتش و کمیته مرکزی پلیس است. دوره تصدی یک نخست‌وزیر پنج سال است.